# Nomi in codice Microsoft
Questa voce riporta l'elenco dei nomi in codice dati da Microsoft ai propri prodotti durante la fase di sviluppo, prima che per questi prodotti sia scelto o comunicato il nome definitivo. Molti di questi prodotti (specialmente nuove versioni di Windows) sono di notevole importanza per la comunità informatica, e pertanto questi termini sono spesso utilizzati in discussioni prima del lancio ufficiale. Microsoft usualmente non annuncia il nome definitivo fino a poco prima che il prodotto sia disponibile al pubblico.
| Janus                             |                                                   | Windows 3.1                                   | |  |  |
| Sparta, Kato                      |                                                   | Windows for Workgroups 3.1                    | |  |  |
| Snowball                          |                                                   | Windows for Workgroups 3.11                   | |  |  |
| Chicago                           | Windows 4.0 Windows 94                            | Windows 95                                    | |  |  |
| Frosting                          |                                                   | Windows 95 Plus Pack                          | |  |  |
| Detroit                           | Windows 97 Windows 4.1                            | Windows 95B (OSR 2)                           | |  |  |
| Nashville                         | Windows 96                                        | Cancellato                                    | Versione mai uscita di Windows, spesso chiamata in modo non ufficiale "Windows 96". |  |  |
| Memphis                           | Windows 4.1 Windows 97                            | Windows 98                                    | Il nome in codice era la chiave per attivare un easter egg in Windows 98: - aprire "Data e Ora" nel pannello di controllo; - selezionare la pagina "Fuso orario"; - premere il tasto CTRL e tracciare una linea con il mouse da Menfi, in Egitto (o forse Cairo, nome in codice di Windows NT 4) a Memphis in Tennessee. Sempre premendo CTRL, tracciare un'altra linea da Memphis a Redmond; - si aprirà una finestra con i nomi dei programmatori di Windows 98.                                                        |  |  |
| Millennium                        | Windows 4.9                                       | Windows Me                                    | ME significa Millennium Edition. |  |  |
| Sistemi Windows NT                |                                                   |                                               | |  |  |
| OS/2 3.0                          | NT OS/2 NT OS                                     | Windows NT 3.1                                | Fu anche proposto il nome Windows NT 1.0. Fu invece scelto di usare il numero di versione 3.1 per allinearsi alla versione corrente di Windows, ma anche perché OS/2 era alla versione 2.1, e Microsoft voleva che NT fosse "di uno più avanti". |  |  |
| Daytona                           |                                                   | Windows NT 3.5                                | |  |  |
| Cairo, SUR (Shell Update Release) |                                                   | Windows NT 4.0                                | Alcuni degli obbiettivi originali di Cairo non sono mai stati raggiunti, ad esempio il file system ad oggetti. Altri, invece, sono stati implementati solo in versioni successive di Windows. |  |  |
| Wolfpack                          |                                                   | Microsoft Cluster Server                      | |  |  |
| Hydra                             | Terminal Services                                 | Terminal Server                               | Terminal Server aggiunge il supporto al multiheading e l'Hydra era un mostro con più teste. |  |  |
| Impala                            |                                                   | Windows NT 4.0 Embedded                       | |  |  |
| NT 5.0                            | Windows NT 5.0                                    | Windows 2000                                  | Una svolta nella denominazione di Windows: - la prima versione di Windows dalla 2.0 senza un nome in codice; - la prima versione di NT la cui versione “Workstation” è stata chiamata “Professional”; - la prima versione di NT senza la sigla “NT” nel nome, cosa che creò confusione con il lancio di Windows ME. |  |  |
| Janus                             |                                                   | Windows 2000 64-bit                           | Stesso nome in codice di Windows 3.1. La prima versione di Windows 2000 non aveva un nomi in codice perché, secondo Dave Thompson (del team di Windows NT), "A Jim Allchin non piacevano i nomi in codice". |  |  |
| Asteroid                          |                                                   | Windows 2000 Service Pack 1                   | |  |  |
| Odyssey                           |                                                   | Cancellato                                    | Avrebbe dovuto essere il successore di Windows 2000, fu poi unito con Neptune per formare il futuro Whistler (ovvero Windows XP). A quanto pare, non fu mai compilata nemmeno una build. |  |  |
| Neptune                           |                                                   | Cancellato                                    | Sarebbe dovuta essere una versione per gli utenti domestici di Windows 2000, fu poi unito con Odyssey per formare il futuro Whistler (ovvero Windows XP). |  |  |
| Whistler                          |                                                   | Windows XP                                    | Unione dei progetti Neptune e Odyssey. Il nome deriva da Whistler, nella Columbia Britannica, dove fu presa la decisione di unificare i progetti. |  |  |
| Mantis                            |                                                   | Windows XP Embedded                           | |  |  |
| Freestyle                         |                                                   | Windows XP Media Center Edition 1.0           | |  |  |
| Harmony                           |                                                   | Windows XP Media Center Edition 2004          | |  |  |
| Symphony                          |                                                   | Windows XP Media Center Edition 2005          | |  |  |
| Springboard                       |                                                   | Windows XP Service Pack 2                     | |  |  |
| Whistler Server                   | Windows Server 2002, Windows .NET Server          | Windows Server 2003                           | Uno dei molti progetti non correlati che avrebbero dovuto fregiarsi del marchio “.NET” (vedi: Microsoft .NET). |  |  |
| Bobcat                            |                                                   | Windows Server 2003 Small Business Edition    | Da non confondere con Microsoft Bob. |  |  |
| Longhorn                          |                                                   | Windows Vista                                 | Lancio previsto per la seconda metà del 2006; in realtà è uscito nei negozi il 31 gennaio 2007. Il nome deriva da un bar tra le località sciistiche di Whistler e di Blackcomb: inizialmente era pianificato come una versione intermedia tra "Whistler" and "Blackcomb", un aggiornamento minore a Windows XP (come è stato Windows 8.1 per Windows 8), ma nel 2004 il progetto divenne troppo caotico e fu resettato, ed iniziò lo sviluppo di quello che sarebbe diventato Windows Vista.                              |  |  |
| Q, Quattro                        |                                                   | Windows Home Server                           | |  |  |
| Longhorn Server                   |                                                   | Windows Server 2008                           | |  |  |
| Cougar                            |                                                   | Windows Small Business Server 2008            | |  |  |
| Vail                              |                                                   | Windows Home Server 2011                      | |  |  |
| Centro                            |                                                   | Windows Essential Business Server             | |  |  |
| Blackcomb, Vienna                 | Windows 7                                         | Windows 7                                     | Versione di Windows uscita nel 2009. Il nome in codice originale era "Blackcomb" ma è stato successivamente modificato prima in "Vienna" e poi in "Windows 7", il nome definitivo resta sempre Windows 7. Vienna è una città celebre per i suoi panorami ("viste"). Blackcomb è la montagna che si trova di fronte a Whistler. |  |  |
| Fiji                              | Windows Vista Media Center Feature Pack 2008      | Windows Media Center TV Pack 2008             | |  |  |
| Aurora                            |                                                   | Windows Small Business Server 2011 Essentials | |  |  |
| Quebec                            |                                                   | Windows Embedded 2011                         | |  |  |
| Milestone                         | Windows 8                                         | Windows 8                                     | Versione prodotta nel 2012. È stata riprogettata l'interfaccia grafica con l'eliminazione del Menù Start e l'introduzione della Modern UI.L'interfaccia Aero è stata nascosta e sostituita col tema Basic. |  |  |
| Windows Server 8                  |                                                   | Windows Server 2012                           | |  |  |
| Blue                              | Windows 8.1                                       | Windows 8.1                                   | Aggiornamento gratuito per Windows 8 distribuito nel 2013. |  |  |
| Threshold                         | Windows 10                                        | Windows 10                                    | Versione di Windows presentata nel 2015 e distribuita come aggiornamento gratuito entro il primo anno per tutti i possessori di Windows 7 SP1 e Windows 8.1.Kernel aggiornato alla versione 10.0. Molte sono le novità del più recente sistema operativo: - Introduzione del nuovo assistente vocale "Cortana" - Ritorno del Menù Start contenente anche le app dallo Store - Maggiore stabilità e reattività - Introduzione del nuovo browser Internet Microsoft Edge                                                    |  |  |
| Threshold 2                       | Windows 10 November Update                        | Windows 10 Version 1511                       | Primo aggiornamento di rilevante importanza per Windows 10.È stato distribuito nel novembre 2015 (da qui il nome 1511). Sebbene sia una release minore le novità non sono affatto poche: - Miglioramento nelle performance nelle situazioni di tutti i giorni, ad esempio il tempo di boot è adesso del 30% più rapido in relazione a Windows 7 sullo stesso dispositivo grazie al nuovo gestore di memoria - Con Cortana puoi usare la penna del dispositivo - Microsoft Edge contiene performance e sicurezza aumentate |  |  |
| Redstone                          | Windows 10.1, Windows 10 Anniversary Update       | Windows 10 Version 1607                       | Aggiornamento previsto a un anno dall'uscita di Windows 10. Microsoft ha annunciato che porterà molte nuove funzionalità e migliorie grafiche. |  |  |
| Polaris                           |                                                   |                                               | |  |  |
| Sun Valley                        |                                                   | Windows 11                                    | |  |  |
| Windows CE                        |                                                   |                                               | |  |  |
| Magneto                           |                                                   | Windows Mobile 5.0                            | |  |  |
| Pegasus, Alder                    |                                                   | Windows CE 1.0                                | |  |  |
| Birch                             |                                                   | Windows CE 2.0                                | |  |  |
| Cedar                             |                                                   | Windows CE 3.0                                | |  |  |
| Talisker                          | Windows CE .NET                                   | Windows CE 4.0                                | |  |  |
| Jameson                           |                                                   | Windows CE 4.1                                | |  |  |
| McKendric                         |                                                   | Windows CE 4.2                                | |  |  |
| Macallan                          |                                                   | Windows CE 5.0                                | |  |  |
| Yamazaki                          | Windows CE 6.0                                    | Windows Embedded CE 6.0                       | |  |  |
| Chelan                            | Windows Embedded CE 7                             | Windows Embedded Compact 7                    | |  |  |
| Windows Phone                     |                                                   |                                               | |  |  |
| Photon                            | Windows Mobile 7 Series                           | Windows Phone 7                               | |  |  |
| Mango                             |                                                   | Windows Phone 7.5                             | |  |  |
| Apollo                            |                                                   | Windows Phone 8                               | |  |  |
| Blue                              |                                                   | Windows Phone 8.1                             | |  |  |
| Vari prodotti                     |                                                   |                                               | |  |  |
| Thunder                           |                                                   | Visual Basic 1.0                              | |  |  |
| Lightning, Project 42             | COM+ 2.5                                          | Microsoft .NET v1.0                           | Il team lavorava nell'edificio 42. |  |  |
|                                   | COM+ 2.5 Runtime (COR), Universal Runtime (URT)   | Microsoft .NET Framework v1.0                 | |  |  |
| Quartz                            | ActiveMovie                                       | DirectShow                                    | L'implementazione del prodotto è tuttora contenuta in una DLL chiamata quartz.dll. |  |  |
| Darwin                            | Microsoft Installer                               | Windows Installer                             | |  |  |
| Godot                             |                                                   | Microsoft Layer for Unicode                   | |  |  |
| Acrylic                           |                                                   |                                               | Nuovo programma di grafica di Microsoft, basato sul software Microsoft Expression. |  |  |
| Everett                           |                                                   | Visual Studio 2003                            | Deriva da Everett, una città nei pressi di Seattle. |  |  |
| Whidbey                           |                                                   | Visual Studio 2005                            | |  |  |
| Orcas                             | Visual Studio 2007                                | Cancellato                                    | |  |  |
| Hawaii                            | Versione di Visual Studio successiva a Orcas.     | Cancellato                                    | |  |  |
| Burton                            |                                                   | Visual Studio Team System                     | |  |  |
| Hatteras                          | Visual Studio Team System's Source Control System |                                               | |  |  |
| Yukon                             |                                                   | SQL Server 2005                               | |  |  |
| Avalon                            |                                                   | Windows Presentation Foundation               | |  |  |
| Indigo                            |                                                   | Windows Communication Foundation              | |  |  |
| Monad                             |                                                   | Windows PowerShell                            | Un'interfaccia a riga di comando con linguaggio di scripting inizialmente prevista solo per Windows Vista, prodotta poi anche per Windows XP e per Windows Server 2003 come download gratuito. Utilizza un linguaggio di scripting basato su programmazione object-oriented e sul framework Microsoft .NET. |  |  |